# Lyman Spitzer
Lyman Spitzer Jr. (ur. 26 czerwca 1914 w Toledo w stanie Ohio, zm. 31 marca 1997 w Princeton) – amerykański astrofizyk i fizyk teoretyczny.

## Życiorys
Studiował na uniwersytetach Yale, w Cambridge oraz w Princeton, gdzie uzyskał tytuł doktora astrofizyki w 1938.
Był autorem wysuniętego w 1946 pomysłu, aby umieścić duży teleskop w przestrzeni kosmicznej. Zostało to zrealizowane dopiero po 44 latach, w 1990, wraz z wyniesieniem na orbitę Kosmicznego Teleskopu Hubble’a.
W latach 1960–1962 był prezydentem American Astronomical Society.

## Nagrody i wyróżnienia
- W 1953 American Astronomical Society przyznało mu nagrodę Henry Norris Russell Lectureship.
- W 1973 otrzymał Medal Bruce od Astronomical Society of the Pacific.
- W 1974 otrzymał Medal Henry’ego Drapera od National Academy of Sciences.
- Złoty Medal Królewskiego Towarzystwa Astronomicznego (1978)
- National Medal of Science (1979)
- Prix Jules-Janssen (1980)
- Nagroda Crafoorda od Królewskiej Szwedzkiej Akademii Nauk (1985)
- Od 1990 był zagranicznym członkiem brytyjskiego Royal Society[2].

Jego imieniem nazwany został teleskop Spitzera oraz planetoida (2160) Spitzer.